# Rupprecht di Baviera
Rupprecht di Wittelsbach, in tedesco Kronprinz Rupprecht von Bayern (Monaco di Baviera, 18 maggio 1869 – Starnberg, 2 agosto 1955), fu l'ultimo principe della corona di Baviera.
Il suo titolo completo era S.A.R. Rupprecht Maria Luitpold Ferdinand, principe della corona di Baviera, duca di Baviera, Franconia e Svevia, conte palatino del Reno.

## Biografia
Rupprecht nacque a Monaco di Baviera, primogenito di Ludovico III, ultimo re di Baviera, e di Maria Teresa Enrichetta d'Asburgo-Este, nipote di Francesco V d'Este.
Comandò la 6ª Armata tedesca allo scoppio della prima guerra mondiale in Lorena. Rupprecht riuscì a contenere l'offensiva francese dell'agosto 1914 e lanciò quindi una controffensiva nello stesso mese; le sue truppe non riuscirono però a sfondare le linee francesi e si trovarono bloccate sul fronte occidentale in un'impasse che durò sino alla fine della guerra. Rupprecht raggiunse il grado di feldmaresciallo nel 1916 e assunse il comando del gruppo d'armate che da lui prese il nome. È considerato uno dei migliori comandanti dell'esercito imperiale tedesco nella prima guerra mondiale.
Rupprecht sposò nel 1900 la duchessa Maria Gabriella in Baviera e, in seconde nozze, nel 1921, la principessa Antonia del Lussemburgo, figlia del granduca Guglielmo IV. Il matrimonio fu celebrato da Eugenio Pacelli, futuro Pio XII.
Perse il diritto a regnare sulla Baviera quando questa divenne una repubblica nella rivoluzione seguita alla fine della guerra. Rupprecht si oppose al regime nazista e fu costretto all'esilio in Italia nel 1939, risiedendo a Roma e a Firenze.
Nell'ottobre 1944, quando la Germania occupò l'Italia, Rupprecht sfuggì all'arresto, ma la moglie e i figli vennero catturati ed imprigionati, prima a Sachsenausen e quindi a Dachau, da cui furono liberati nell'aprile 1945 dall'esercito statunitense. La principessa Antonia non si riprese mai dall'esperienza della prigionia e morì pochi anni dopo.
Rupprecht morì nel 1955, nel suo castello presso Starnberg in Baviera, e volle essere sepolto a Monaco, nella Theatinerkirche, ma il suo cuore, come quello della moglie Antonia, è conservato in una teca argentata presso la Gnadenkapelle di Altötting.
Rupprecht era discendente della dinastia degli Stuart. I giacobiti lo riconobbero perciò come legittimo pretendente al trono britannico dopo la morte di sua madre nel 1919 e lo acclamarono come Roberto I d'Inghilterra e IV di Scozia. Ma Rupprecht non rivendicò mai il titolo e la sua posizione di erede degli Stuart fu trasmessa a suo figlio Alberto Leopoldo.

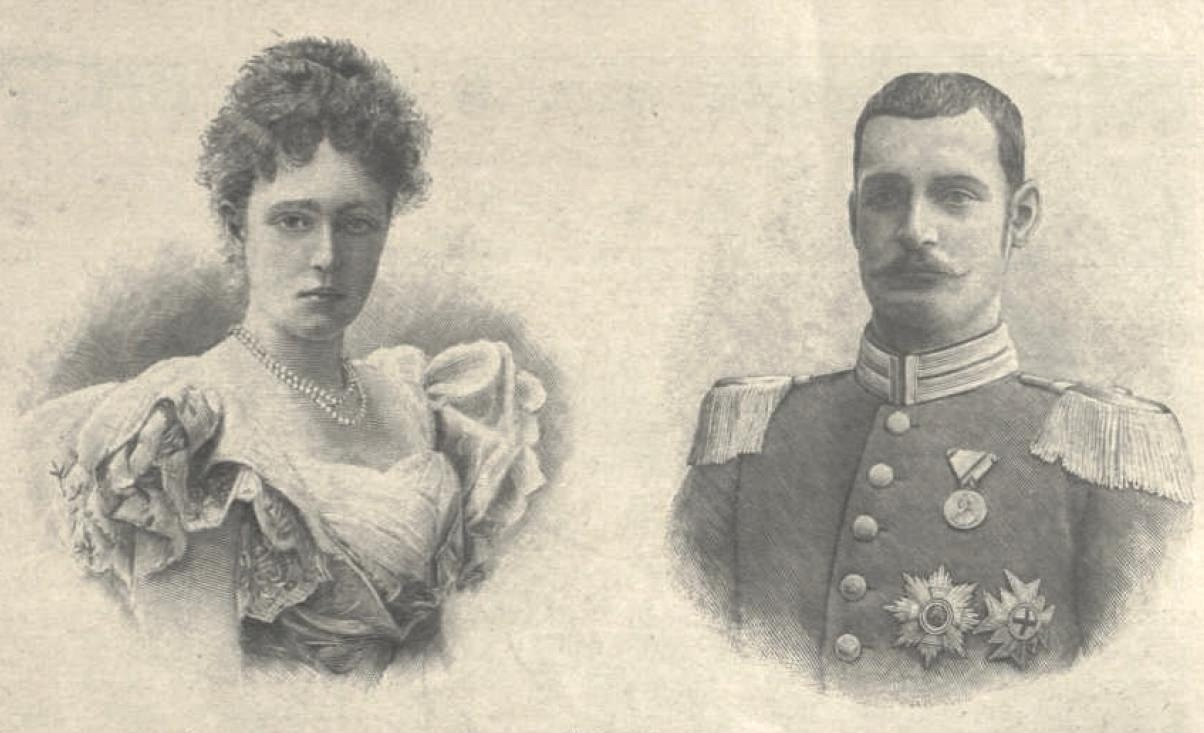
Rupprecht e Maria Gabriella di Baviera.

## Discendenza
Rupprecht ebbe cinque figli dalla duchessa Maria Gabriella in Baviera:
- Luitpold Maximilian Ludwig Karl (1901-1914)
- Irmingard Maria Therese José Cäcilia Adelheid Michaela Antonia Adelgunde (1902-1903)
- Alberto Leopoldo (1905-1996)
- Una figlia nata prematura e morta poco dopo (1906)
- Rudolf Friedrich Rupprecht (1909-1912)

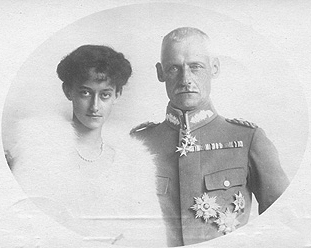
Rupprecht e Antonia di Baviera.

e sei dalla principessa Antonia di Lussemburgo:
- principe Enrico Francesco Guglielmo di Baviera (1922-1958).
- principessa Irmingarda Maria Giuseppa di Baviera (1923-2010).
- principessa Editta Maria Gabriellea di Baviera (1924-2013).
- principessa Ilda Ildegarda Maria Gabrielela di Baviera (1926-2002).
- principessa Gabriella Adelgonda Maria Teresa Antonia di Baviera (1927-2019).
- principessa Sofia Maria Teresa di Baviera (n. 1935).

## Ascendenza
|                                          |                        |                                            | Genitori                                    |  |  | Nonni |  |  | Bisnonni              |  |  | Trisnonni                          |  |
|                                          |                        |                                            |                                             |  |  |       |  |  | Ludovico I di Baviera |  |  | Massimiliano I Giuseppe di Baviera |  |
|                                          |                        |                                            |                                             |  |  |       |  |  | Ludovico I di Baviera |  |  | Massimiliano I Giuseppe di Baviera |  |
|                                          |                        | Augusta Guglielmina d'Assia-Darmstadt      |                                             |  |  |       |  |  | Ludovico I di Baviera |  |  |                                    |  |
| Luitpold di Baviera                      |                        |                                            |                                             |  |  |       |  |  | Ludovico I di Baviera |  |  |                                    |  |
|                                          |                        | Teresa di Sassonia-Hildburghausen          | Federico di Sassonia-Altenburg              |  |  |       |  |  |                       |  |  |                                    |  |
|                                          |                        | Teresa di Sassonia-Hildburghausen          | Federico di Sassonia-Altenburg              |  |  |       |  |  |                       |  |  |                                    |  |
|                                          |                        | Teresa di Sassonia-Hildburghausen          | Carlotta di Meclemburgo-Strelitz            |  |  |       |  |  |                       |  |  |                                    |  |
| Ludovico III di Baviera                  |                        | Teresa di Sassonia-Hildburghausen          |                                             |  |  |       |  |  |                       |  |  |                                    |  |
|                                          |                        | Leopoldo II di Toscana                     | Ferdinando III di Toscana                   |  |  |       |  |  |                       |  |  |                                    |  |
|                                          |                        | Leopoldo II di Toscana                     | Ferdinando III di Toscana                   |  |  |       |  |  |                       |  |  |                                    |  |
|                                          |                        | Leopoldo II di Toscana                     | Luisa Maria Amalia di Borbone-Napoli        |  |  |       |  |  |                       |  |  |                                    |  |
| Augusta Ferdinanda d'Asburgo-Toscana     |                        | Leopoldo II di Toscana                     |                                             |  |  |       |  |  |                       |  |  |                                    |  |
|                                          |                        | Maria Anna Carolina di Sassonia            | Massimiliano di Sassonia                    |  |  |       |  |  |                       |  |  |                                    |  |
|                                          |                        | Maria Anna Carolina di Sassonia            | Massimiliano di Sassonia                    |  |  |       |  |  |                       |  |  |                                    |  |
|                                          |                        | Maria Anna Carolina di Sassonia            | Carolina di Borbone-Parma                   |  |  |       |  |  |                       |  |  |                                    |  |
| Rupprecht di Baviera                     |                        | Maria Anna Carolina di Sassonia            |                                             |  |  |       |  |  |                       |  |  |                                    |  |
|                                          | Francesco IV di Modena | Ferdinando d'Asburgo-Este                  |                                             |  |  |       |  |  |                       |  |  |                                    |  |
|                                          | Francesco IV di Modena | Ferdinando d'Asburgo-Este                  |                                             |  |  |       |  |  |                       |  |  |                                    |  |
|                                          | Francesco IV di Modena | Maria Beatrice d'Este                      |                                             |  |  |       |  |  |                       |  |  |                                    |  |
| Ferdinando Carlo Vittorio d'Asburgo-Este | Francesco IV di Modena |                                            |                                             |  |  |       |  |  |                       |  |  |                                    |  |
|                                          |                        | Maria Beatrice di Savoia                   | Vittorio Emanuele I di Savoia               |  |  |       |  |  |                       |  |  |                                    |  |
|                                          |                        | Maria Beatrice di Savoia                   | Vittorio Emanuele I di Savoia               |  |  |       |  |  |                       |  |  |                                    |  |
|                                          |                        | Maria Beatrice di Savoia                   | Maria Teresa d'Asburgo-Este                 |  |  |       |  |  |                       |  |  |                                    |  |
| Maria Teresa Enrichetta d'Asburgo-Este   |                        | Maria Beatrice di Savoia                   |                                             |  |  |       |  |  |                       |  |  |                                    |  |
|                                          |                        | Giuseppe Antonio Giovanni d'Asburgo-Lorena | Leopoldo II d'Asburgo-Lorena                |  |  |       |  |  |                       |  |  |                                    |  |
|                                          |                        | Giuseppe Antonio Giovanni d'Asburgo-Lorena | Leopoldo II d'Asburgo-Lorena                |  |  |       |  |  |                       |  |  |                                    |  |
|                                          |                        | Giuseppe Antonio Giovanni d'Asburgo-Lorena | Maria Luisa di Borbone-Spagna               |  |  |       |  |  |                       |  |  |                                    |  |
| Elisabetta Francesca d'Asburgo-Lorena    |                        | Giuseppe Antonio Giovanni d'Asburgo-Lorena |                                             |  |  |       |  |  |                       |  |  |                                    |  |
|                                          |                        | Maria Dorotea di Württemberg               | Ludovico Federico Alessandro di Württemberg |  |  |       |  |  |                       |  |  |                                    |  |
|                                          |                        | Maria Dorotea di Württemberg               | Ludovico Federico Alessandro di Württemberg |  |  |       |  |  |                       |  |  |                                    |  |
|                                          |                        | Maria Dorotea di Württemberg               | Enrichetta di Nassau-Weilburg               |  |  |       |  |  |                       |  |  |                                    |  |
|                                          |                        | Maria Dorotea di Württemberg               |                                             |  |  |       |  |  |                       |  |  |                                    |  |